# Ophiochloa bryoides
Ophiochloa bryoides là một loài thực vật có hoa trong họ Hòa thảo. Loài này được G.H. Rua, R.C. Oliveira & Valls mô tả khoa học đầu tiên năm 2006.